# Liste der Baudenkmale in Rüthnick
In der Liste der Baudenkmale in Rüthnick sind alle Baudenkmale der brandenburgischen Gemeinde Rüthnick und ihrer Ortsteile aufgelistet. Grundlage ist die Veröffentlichung der Landesdenkmalliste mit dem Stand vom 31. Dezember 2020.

## Baudenkmale in den Ortsteilen
In den Spalten befinden sich folgende Informationen:
- ID-Nr.: Die Nummer wird vom Brandenburgischen Landesamt für Denkmalpflege vergeben. Ein Link hinter der Nummer führt zum Eintrag über das Denkmal in der Denkmaldatenbank. In dieser Spalte kann sich zusätzlich das Wort Wikidata befinden, der entsprechende Link führt zu Angaben zu diesem Denkmal bei Wikidata.
- Lage: die Adresse des Denkmales und die geographischen Koordinaten. Link zu einem Kartenansichtstool, um Koordinaten zu setzen. In der Kartenansicht sind Denkmale ohne Koordinaten mit einem roten beziehungsweise orangen Marker dargestellt und können in der Karte gesetzt werden. Denkmale ohne Bild sind mit einem blauen bzw. roten Marker gekennzeichnet, Denkmale mit Bild mit einem grünen beziehungsweise orangen Marker.
- Bezeichnung: Bezeichnung in den offiziellen Listen des Brandenburgischen Landesamtes für Denkmalpflege. Ein Link hinter der Bezeichnung führt zum Wikipedia-Artikel über das Denkmal.
- Beschreibung: die Beschreibung des Denkmales
- Bild: ein Bild des Denkmales und gegebenenfalls einen Link zu weiteren Fotos des Baudenkmals im Medienarchiv Wikimedia Commons

### Rüthnick
| ID-Nr.            | Lage                  | Bezeichnung               | Beschreibung | Bild                      |
| ----------------- | --------------------- | ------------------------- | --- | ------------------------- |
| 09170410 Wikidata | Dorfstraße (Lage)     | Dorfkirche                | Die evangelische Kirche stammt aus dem Jahre 1805. Die Kirche brannte 1819 ab, wurde aber unter Mitarbeit von Schinkel wieder aufgebaut. Ab 1965 wurde der Innenraum vollständig umgebaut. | weitere Bilder            |
| 091704102         | Dorfstraße 2 (Lage)   | Amtshaus (heute Wohnhaus) | Das ehemalige Amtshaus wurde um 1800 erbaut. Bis zum Jahre 1907 befand sich hier die Königliche Preußische Oberförsterei. Das Haus ist traufständige mit einem Geschoss und einem Krüppelwalmdach. Heute wird das Haus als Wohnhaus genutzt.                                                        | Amtshaus (heute Wohnhaus) |
| 09170495          | Dorfstraße 11 (Lage)  | Wohnhaus                  | Das Wohnhaus wurde im Jahre 1887 erbaut. Das traufständige eingeschossige Haus ist Teil eines Vierseithofes. Das Satteldach ist mit Schiefer gedeckt. | Wohnhaus                  |
| 09170989          | Dorfstraße 12 (Lage)  | Gasthaus                  | Das ehemalige Gasthaus wurde um das Jahr 1800 erbaut, der Saalbau wurde um 1900 errichtet. Das Gasthaus ist ein eingeschossiger Fachwerkbau mit Walmdach. Der Saalbau ist ein eingeschossiger Bau. Innen befindet sich eine Bühne.                                                                  | Gasthaus                  |
| 09170496          | Dorfstraße 14 (Lage)  | Wohnhaus                  | Das Wohnhaus ist ein Mittelflurhaus und wurde entweder 1803 oder 1811 nach einem Brand im Ort erbaut. | Wohnhaus                  |
| 09170497          | Dorfstraße 15 (Lage)  | Wohnhaus                  | Das Wohnhaus eines Gehöft wurde um 1890 erbaut. Es ist ein eingeschossiger traufständiger Bau. Zum Gehöft gehören noch zwei Stallgebäude aus der gleichen Zeit wie das Wohnhaus. | Wohnhaus                  |
| 09170498          | Dorfstraße 22 (Lage)  | Wohnhaus                  | Das Wohnhaus eines Vierseithofes wurde im Jahre 1905 erbaut. Heute befindet sich hier die Revierförsterei Wulkow. Es ist ein traufständiger eingeschossiger Bau mit Satteldach. Der Haupteingang befindet sich in der Mitte des Gebäudes, davor ist eine Freitreppe vorgelagert.                    | Wohnhaus                  |
| 09170499          | Dorfstraße 47 (Lage)  | Wohnhaus                  | Das Wohnhaus eines Vierseithofes wurde in den Jahren 1896/1998 erbaut. Es ist ein traufständiges, eingeschossiges Haus mit sieben Achsen und einem Satteldach mit Schieferdeckung. In der mittleren Achse befindet sich der Eingang, über dem Eingang ein Struckfries.                              | BW                        |
| 09170500          | Dorfstraße 49 (Lage)  | Wohnhaus                  | Das Wohnhaus ist ein Mittelflurhaus, es wurde Anfang des 19. Jahrhunderts erbaut. Das Haus ist giebelständig und hat ein Satteldach. | Wohnhaus                  |
| 09170501          | Dorfstraße 53 (Lage)  | Wohnhaus                  | Das Wohnhaus des Gehöfts wurde Anfang des 19. Jahrhunderts erbaut. | Wohnhaus                  |
| 09170502          | Dorfstraße 54 (Lage)  | Wohnhaus                  | Das Wohnhaus des Vierseitgehöftes wurde 1925 erbaut. Es ist ein eingeschossiges, traufständiges Haus. Vor dem Eingang befindet sich eine Loggia mit Altan. | Wohnhaus                  |
| 09170503          | Dorfstraße 57 (Lage)  | Pfarrhaus                 | Das Pfarrhaus wurde 1909 erbaut. Das Haus ist ein traufständiges, eingeschossiges Haus mit Krüppelwalmdach. Das Haus hat fünf Achsen, die mittlere Achse besteht aus einem Erker mit Altan. Darüber befindet sich ein Zwerchhaus. Rechts und links des Zwerchhauses befindet sich Fledermausgauben. | Pfarrhaus                 |
| 09170505          | Hauptstraße 4 (Lage)  | Doppelwohnhaus            | Das Wohnhaus wurde in der Mitte des 19. Jahrhunderts erbaut. Es ist ein Fachwerkhaus. | Doppelwohnhaus            |
| 09170411          | Hauptstraße 24 (Lage) | Vorlaubenhaus             | Das Vorlaubendach stammt aus dem Jahre um 1800. Das Haus wurde 1992 bis 1997 renoviert. | Vorlaubenhaus             |